# Elecciones generales de San Vicente y las Granadinas de 1961
Elecciones generales tuvieron lugar en San Vicente y las Granadinas el 20 de abril de 1961. El resultado fue una victoria para el Partido Político del Pueblo, el cual obtuvo seos de nueve escaños. La participación electoral fue de 77,1%.

## Resultados
| Partido                             | Votos  | %    | Escaños | +/– |
| ----------------------------------- | ------ | ---- | ------- | --- |
| Partido Político del Pueblo         | 11 500 | 49,2 | 6       | +1  |
| Partido Laborista de San Vicente    | 11 164 | 47,9 | 3       | +3  |
| Independientes                      | 654    | 2,8  | 0       | –   |
| Votos en blanco/nulos               | 658    | –    | –       | –   |
| Total                               | 23 976 | 100  | 9       | +1  |
| Electores registrados/participación | 31 086 | 77,1 | –       | –   |
| Fuente: Nohlen                      |        |      |         |     |